# Cerodrillia perryae
Cerodrillia perryae är en snäckart som beskrevs av Bartsch och Alfred Rehder 1939. Cerodrillia perryae ingår i släktet Cerodrillia och familjen Drilliidae. Inga underarter finns listade i Catalogue of Life.